# 日本卓球
日本卓球株式会社（にっぽんたっきゅう）は、日本大手の卓球用品メーカー。略称・ブランド名はNittaku（ニッタク）。本社敷地内にニッタク卓球道場がある。

## 概要
1920年（大正9年）前身となる『ハーター商会』として創業。1947年（昭和22年）7月に、日本卓球株式会社を設立し卓球専門メーカーとして事業を開始。国内で唯一国際卓球連盟公認球を製造するメーカーである。国内で最も古い卓球専門雑誌「月刊誌ニッタクニュース」の発行元としても知られる。また、中国の上海紅双喜股份有限公司と業務提携しており、同社のキョウヒョウ、テンキョクといったラバーの販売を行っている。
男子の有力選手を多くアドバイザーとして抱えるバタフライと比べ、アドバイザーには石川佳純や伊藤美誠など女子の有力選手が多い。

## 沿革
- 1920年（大正9年）9月　初代社長向原関一が「ハーター商会」として創業
- 1947年（昭和22年）7月　日本卓球株式会社設立
- 1971年（昭和46年）「ニッタク３スター球」が初めて世界選手権大会の使用球に選ばれる
- 1974年（昭和49年）2代目社長に向原一雄が就任
- 1992年（平成4年）初めてオリンピックの使用球に選ばれる
- 2000年（平成12年）3代目社長に北岡功が就任
- 2001年（平成13年）茨城県古河市の坂間企業団地に物流センターを開設
- 2003年（平成15年）前記坂間企業団地に、東京都荒川区から卓球ボール製造工場を全て移転[1]

## アドバイザリースタッフ

### 選手
| 国内の女子選手 - 伊藤美誠 - 石川佳純 - 佐藤瞳 - 早田ひな - 橋本帆乃香 - 芝田沙季 - 塩見真希 - 大藤沙月 - 梅村優香 - 横井咲桜 - 出雲美空 | 国内の男子選手 - 森薗政崇 - 木造勇人 - 髙見真己 - 田添健汰 - 加山裕 - 時吉佑一 - 大野颯真 | 海外の選手 - 馬龍 - 丁寧 - 鄭先知 |

### アドバイザー
- 石川佳純
- 平野早矢香
- 作馬六郎

## 世界選手権やオリンピックでの使用球
ニッタクブランドの卓球ボールは以下の大会で使用された。
第31回（1971年）  名古屋（日本）
第33回（1975年）  カルカッタ（インド）
第35回（1979年） ピョンヤン（北朝鮮）
第36回（1981年） ノビザド（ユーゴスラビア）
第37回（1983年） 東京（日本）
第38回（1985年） イエテボリ（スウェーデン）
第39回（1987年） ニューデリー（インド）
第41回（1991年） 千葉（日本）
第42回（1993年） イエテボリ（スウェーデン）
第44回（1997年） マンチェスター（イギリス）
第46回（2001年） 大阪（日本）
第47回（2004年） ドーハ（カタール）
第48回（2005年）  上海（中国）
第54回（2017年）　デュッセルドルフ（ドイツ）
バルセロナオリンピック（1992年）
アトランタオリンピック（1996年）
ロンドンオリンピック（2012年）

## 代表的なラバー
日本製、ドイツ製、中国製とラインナップが豊富なのが特徴で、現在は独自のIEラバーとテンション系が主力となっている。
IEラバー
合成ゴム比率を上げることにより高弾性を実現したラバーであり、同社ではテンション系には分類していない。レナノスシリーズ、ハモンドシリーズがこれにあたる。
ACラバー
IEラバーに続いてニッタクが開発したラバー。天然ゴム比率を上げることにより、高いグリップ性能と長寿命を実現している。
テンション系ラバー
すべてドイツ製。ナルクロスシリーズ、モリストシリーズがこれにあたる。
紅双喜シリーズ
中国の紅双喜と業務提携している関係で、紅双喜ラバーを販売している。ニッタクが販売しているものは輸入用に分類されている。また、日本製スポンジを組み合わせたプロシリーズもある。キョウヒョウシリーズ、テンキョクシリーズがこれにあたる。

## 代表的なラケット
- アコースティックシリーズ(5枚合板)

弦楽器製法という、ニッタク独自の製法でつくられている。トップ選手も多い。
- 剛力シリーズ(7枚合板)

作馬六郎が監修したもの。裏面には異質ラバーを貼ることが想定されており、安定したブロックと力強いスマッシュが打てる。
- ラティカシリーズ(5枚合板)

ブロックやドライブ、スマッシュなどの安定性がとても高い。どんなラバーを貼っても相性が良く、非常にバランスがとれている。

## テレビ番組
- ひるブラ「五輪で跳ねろ! 卓球支える舞台裏〜茨城・古河市〜」（2016年10月10日、NHK）- ニッタクのボール工場から生中継[3]
- 日経プラス10 ニッタク古河工場に迫る！（2020年11月13日、BSテレ東）[4]
- あさイチ ニッタクボール工場から生中継！（2022年5月11日、NHK）- ニッタクボール工場から生中継[5]